# Ggaba
Ggaba est un arrondissement de Kampala, capitale de l'Ouganda. Il fait partie du quartier de Makindye au sud de la ville.

## Localisation
Ggaba est situé au bord de la rive nord du lac Victoria, à la limite sud de la ville de Kampala. Le quartier est limité par la baie de Murchison du lac au sud et à l'est, par le village de Kawuku au nord-est, par Bbunga au nord, Buziga au nord-ouest et Munyonyo au sud-ouest. Les coordonnées de Ggaba sont:0°15'45.0"N, 32°37'45.0"E (Latitude:0.262500; Longitude:32.629167).
La distance par la route entre Ggaba et le centre-ville de Kampala avec le quartier d'affaires est d'environ 11 kilomètres.

## Zones et équipements
Ggaba est divisé en plusieurs zones:
- La rive du lac (Lake Shore). Cette zone se trouve dans la partie sud-est de Ggaba avec :
  - Une petite plage
  - Un quai pour les bateaux de pêche
  - Un marché au poisson
  - Un centre commercial
  - Une petite station balnéaire avec plage privée
  - Plusieurs bars et boîtes de nuit

- The Water Works. Cette zone se trouve dans la parie sud-ouest de Ggaba avec :
  - Les stations de pompage (I, II and III) of National Water and Sewerage Corporation (NWSC). - Elles alimentent en eau propre la ville de Kampala, Kira et Mukono.
  - Les usines de traitement d'eau de NWSC
  - Les habitations des ouvriers de la NWSC
  - Le commissariat central de la police de Ggaba

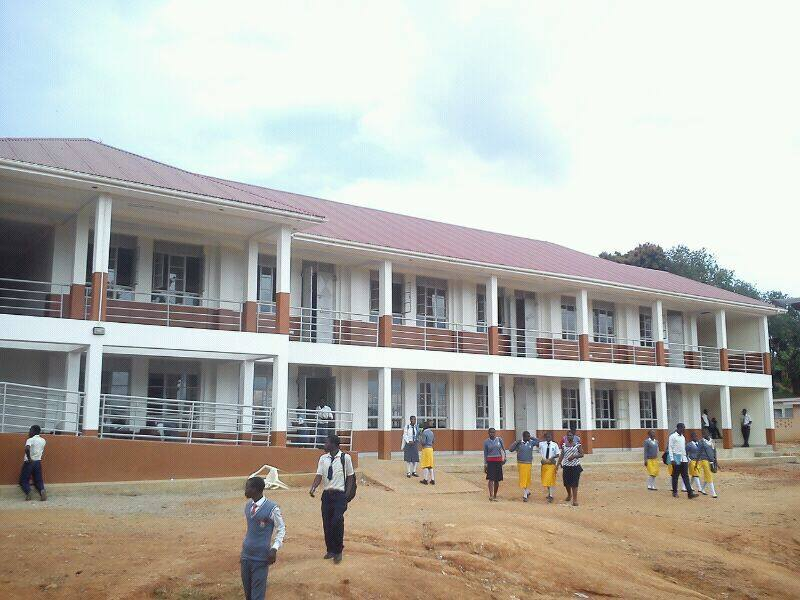
Vue de l'école secondaire St. Denis Ssebugwawo.

- The Educational Area. Cette zone se trouve dans la partie nord de Ggaba avec :
  - Le campus principal de l'université de Kampala
  - Le séminaire catholique national de Ggaba
  - L'institut de formation des instituteurs
  - La St. Denis Ssebugwawo Secondary School
  - Le campus de Bunga de l'université internationale Saint-Augustin (centre de formation continue du clergé catholique)
  - L'école primaire de Bbunga
  - L'école islamique de Bbunga

- Les zones résidentielles
  - Elles sont intercalées entre les écoles, les universités et les instituts d'enseignement variés. Les zones sud et ouest sont habitées de populations au revenu modeste, tandis que les parties nord et est, avec une meilleure vue sur le lac, sont plus chères et plus prisées[2].

- Les institutions médicales
  - Jacky Medical Centre - Situé à la limite nord de Ggaba
  - Wentz Medical Centre - Situé au nord-est, près de l'université de Kampala
  - Martyrs Family Clinic - Clinique située au sud
  - Ggaba Community Health Centre - Situé au sud[3].